# Чирков, Андрей Васильевич
Андре́й Васи́льевич Чирко́в (10 октября 1917, Екатеринослав — 10 сентября 1956, Ленинград) — Герой Советского Союза, лётчик-истребитель. Именно Андрею Чиркову приписывают первую победу ленинградских лётчиков в годы Великой Отечественной войны.

## Биография
Родился 10 октября 1917 года в городе Екатеринославе в семье рабочего. Окончил 4 класса, школу ФЗУ, аэроклуб. До прихода в авиацию работал электромонтёром в трамвайном депо. В Красной Армии с 1937 года. Окончил Качинскую военную авиационную школу лётчиков в 1938 году. Участник Советско-финской войны 1939—1940 годов.
На фронтах Великой Отечественной войны с июня 1941 года. Будучи помощником командира 29-го гвардейского истребительного авиационного полка по воздушно-стрелковой службе (275-я истребительная авиационная дивизия, 13-я воздушная армия, Ленинградский фронт) в звании гвардии майора к июню 1943 года совершил 389 боевых вылетов, в 60 воздушных боях лично сбил 18 (в том числе один тараном) и в группе 9 самолётов противника.
Указом Президиума Верховного Совета СССР «О присвоении звания Героя Советского Союза офицерскому составу военно-воздушных сил Красной Армии» от 4 февраля 1944 года за «образцовое выполнение боевых заданий командования на фронте борьбы с немецкими захватчиками и проявленные при этом отвагу и геройство» удостоен звания Героя Советского Союза с вручением ордена Ленина и медали «Золотая Звезда».
В июле 1944 года был тяжело ранен и после излечения в госпитале был направлен на учёбу в академию. К этому времени выполнил около 420 боевых вылетов, провёл 78 воздушных боёв, сбил 22 самолёта лично и 8 в группе. По другим данным, во время войны провёл 420 боевых вылетов, лично сбил 29 и в группе 9 самолётов противника. По третьим данным, боевых вылетов — 420, воздушных боёв — 78, побед 26, в том числе 10 в группе (то есть 16 единоличных побед).
| Тип самолета                                                                                              | Количество сбитых |
| --- | ----------------- |
| Брюстер                                                                                                   | 3                 |
| Ме-115 (возможно, имеется в виду Bf-109)                                                                  | 1                 |
| Хе-113 (в советских военных документах начала войны под названием Хе-113 фигурировал истребитель Bf-109F) | 4                 |
| Bf-109 | 7                 |
| Bf-110 | 2                 |
| Fw-190 | 2                 |
| He-111 | 2                 |
| Hs-126 | 1                 |
| Ju-87 | 1                 |
| Ju-88 | 3                 |
| Всего | 26                |

В 1949 году вышел в запас. Жил в Ленинграде, почётный гражданин города. Награждён двумя орденами Ленина, двумя орденами Красного Знамени, орденом Отечественной войны 1 степени, медалями.
Умер 10 сентября 1956 года от тяжёлой болезни, последствия ранений, полученных на фронте.
Память
Его имя носит улица в Днепропетровске, там же в депо трамвайного парка № 1 установлен бюст Героя.

## Интересные факты
23 июня 1941 года он перехватил и, атаковав со стороны солнца, с первой атаки сбил He-111. Это был первый неприятельский самолёт, уничтоженный Андреем Чирковым во время Великой Отечественной войны. Через 3 дня он одержал свою вторую победу, вновь сбив «хейнкель» и подбив другой, который с дымом и потерей высоты ушёл на запад.
Зимой 1939 года при проведении тренировочных прыжков с парашютом при сильном ветре получил тяжёлые травмы: перелом голени, разрыв мышечных тканей. Через несколько часов началась гангрена. Теряя сознание, он буквально вырвался с операционного стола, отказавшись от ампутации. Искусство врачей и молодой организм позволили превозмочь страшный недуг.
В первом боевом вылете во время Советско-финской войны он был сбит во время штурмовки и в течение 20 часов в 30-градусный мороз шёл к своим через заснеженные пространства.
20 января 1942 года в бою над станцией Погостье в лобовой атаке ударом крыла отбил плоскость неприятельского истребителя и выбросился с парашютом из потерявшей управление машины.
Летом 1944 года его самолёт был подбит зенитным огнём, и он выпрыгнул с парашютом над территорией, занятой противником. Пробираясь к передовой, сумел пленить двух немецких военных связистов и вместе с ними пересёк линию фронта.
В 1944 году вылетел на «Яке» с аэродрома Плеханово, под Волховом, а в гаргроте техник у него находился. Техник потом рассказывал:

— И вдруг он начал пилотировать: пикирует, потом опять… Я, — говорит, — раз и отключился. А потом очнулся, лежу в самолёте на камнях, и задыхаюсь, мне воздуха не хватает…
Андрей вылез из самолёта, посмотрел в каком он состоянии, достал пистолет и направил себе в висок. И как раз в этом момент его Зеленов увидел и кричит:
— Андрей что ты делаешь!
«Бух!» и «с копыт». У Чиркова в последний момент рука от крика дрогнула, и он не в висок выстрелил, а через обе скулы.
Стрелялся только потому, что испугался, что техника убил. Да, и потому что он был Героем, а позор то какой… Ему наложили «заплатки» и присудили десять лет. Условно. Он продолжал воевать, и его оправдали. 

В 1942 году 154-й истребительный авиационный полк (с 22 ноября 1942 года — 29-й гвардейский истребительный авиационный полк), где сражался старший лейтенант Андрей Чирков, был перевооружён на американские истребители «Томахаук» и «Уорхаук». В то время лётчик часто летал в паре с Петром Покрышевым, будущим дважды Героем Советского Союза, вместе они уничтожили более десятка вражеских машин. В январе 1943 года после очередного перевооружения полка одним из первых освоил Як-7Б и в первом же бою на новой машине сбил 2 Fw-190. Весной 1944 года был назначен командиром 196-го ИАП.